# Ходосівська сільська рада
| Ходосівська сільська рада — колишній орган місцевого самоврядування у Києво-Святошинському районі Київської області з адміністративним центром у с. Ходосівка. Водоймища на території, підпорядкованій даній раді: річки Питель, Сіверка. Сільській раді підпорядковані населені пункти: - с. Ходосівка |

## Склад ради
Рада складається з 16 депутатів та голови.

### Керівний склад ради
| ПІБ                         | Основні відомості                                                                     | Дата обрання | Дата звільнення |
| --------------------------- | ------------------------------------------------------------------------------------- | ------------ | --------------- |
| Рибак Віталій Володимирович | Сільський голова, 1955 року народження, освіта, член Української Народної Партії      | 26.03.2006   | 31.10.2010      |
| Рибак Віталій Володимирович | Сільський голова, 1955 року народження, освіта вища, член Української Народної Партії | 31.10.2010   |                 |

Примітка: таблиця складена за даними джерела